# We Smoke Fags
We Smoke Fags – brytyjski zespół muzyczny założony w 2005 w Londynie, grający new rave i dance-punk.
W 2008 przy współpracy z wytwórnią 679 Recordings zdołali wydać (na CD i winylu) swojego jedynego singla pod tytułem Eastenders. 11 czerwca 2009 na swoim blogu na Myspace grupa ogłosiła swój rozpad. Byli przede wszystkim zespołem koncertowym, pozostałe ich utwory są dostępne wyłącznie w Internecie.

## Skład
- Joey Stetson – gitara, sample, wokal
- Lee Godwin – gitara basowa
- Harry Borrower – gitara